# Gornje Trebešinje
Gornje Trebešinje es un pueblo ubicado en el territorio de Vranje, en el distrito de Pčinja, Serbia.

## Superficie
Posee una superficie de 3,897 kilómetros cuadrados.

## Demografía
Hasta 2011 la población era de 204 habitantes, con una densidad de población de 52,35 habitantes por kilómetro cuadrado.